# 500 miles d'Indianapolis 1974

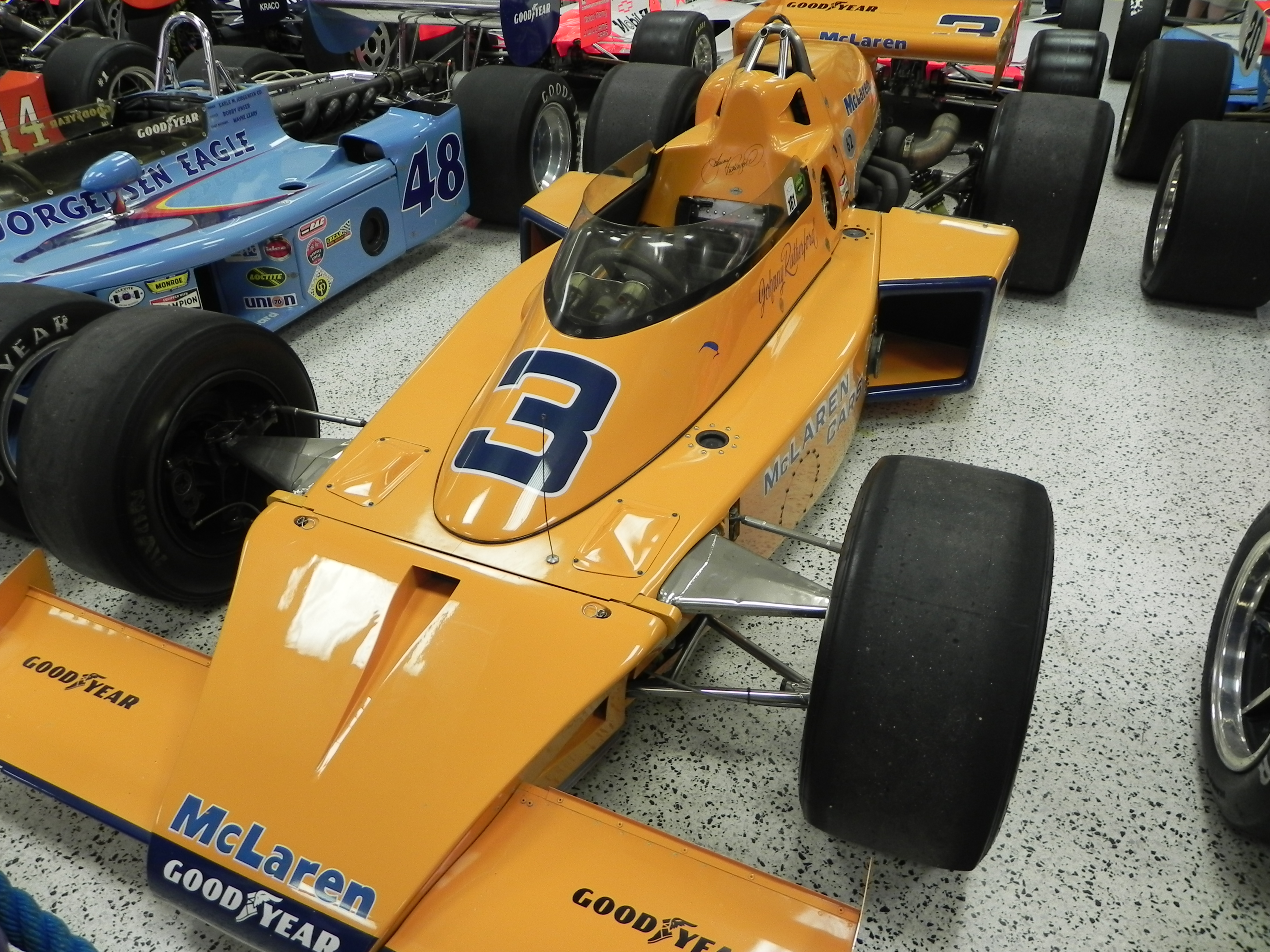
La McLaren-Offenhauser de Johnny Rutherford, victorieuse de l'édition 1974 des 500 miles d'Indianapolis.

Les 500 miles d'Indianapolis 1974, disputés sur l'Indianapolis Motor Speedway le dimanche 26 mai 1974, ont été remportés par le pilote américain Johnny Rutherford sur une McLaren-Offenhauser.

## Grille de départ
| Ligne | Intérieur         | Milieu            | Extérieur       |
| 1     | A. J. Foyt        | Wally Dallenbach  | Mike Hiss       |
| 2     | Gordon Johncock   | Mario Andretti    | Mike Mosley     |
| 3     | Bobby Unser       | Tom Sneva         | David Hobbs     |
| 4     | Dick Simon        | Gary Bettenhausen | Jimmy Caruthers |
| 5     | George Snider     | Salt Walther      | Steve Krisiloff |
| 6     | Bill Vukovich II  | Jerry Grant       | Lloyd Ruby      |
| 7     | Jerry Karl        | Bill Simpson      | Pancho Carter   |
| 8     | John Martin       | Tom Bigelow       | Rick Muther     |
| 9     | Johnny Rutherford | Al Unser          | Roger McCluskey |
| 10    | Jim Hurtubise     | Johnny Parsons    | Jim McElreath   |
| 11    | Bob Harkey        | Jan Opperman      | Larry Cannon    |

La pole a été réalisée par A. J. Foyt à la moyenne de 308,402 km/h. Il s'agit également du meilleur temps des qualifications.

## Classement final
| no | Pilote             | Voiture               | Tours | Temps/Abandon     |
| 1  | Johnny Rutherford  | McLaren-Offenhauser   | 200   |                   |
| 2  | Bobby Unser        | Eagle-Offenhauser     | 200   |                   |
| 3  | Bill Vukovich II   | Eagle-Offenhauser     | 199   |                   |
| 4  | Gordon Johncock    | Eagle-Offenhauser     | 198   |                   |
| 5  | David Hobbs        | McLaren-Offenhauser   | 196   |                   |
| 6  | Jim McElreath      | Eagle-Offenhauser     | 194   |                   |
| 7  | Pancho Carter (R)  | Eagle-Offenhauser     | 191   |                   |
| 8  | Bob Harkey         | Kenyon-Foyt           | 189   |                   |
| 9  | Lloyd Ruby         | Eagle-Offenhauser     | 187   | panne d'essence   |
| 10 | Jerry Grant        | Eagle-Offenhauser     | 175   |                   |
| 11 | John Martin        | McLaren-Offenhauser   | 169   |                   |
| 12 | Tom Bigelow (R)    | Vollstedt-Offenhauser | 166   |                   |
| 13 | Bill Simpson (R)   | Eagle-Offenhauser     | 163   | moteur            |
| 14 | Mike Hiss          | McLaren-Offenhauser   | 158   |                   |
| 15 | A. J. Foyt         | Coyote-Foyt           | 142   | fuite d'huile     |
| 16 | Roger McCluskey    | Riley-Offenhauser     | 141   | mécanique         |
| 17 | Salt Walther       | McLaren-Offenhauser   | 141   | moteur            |
| 18 | Al Unser           | Eagle-Offenhauser     | 131   | moteur            |
| 19 | Jerry Karl         | Eagle-Offenhauser     | 115   | accident          |
| 20 | Tom Sneva (R)      | Kingfish-Offenhauser  | 94    | mécanique         |
| 21 | Jan Opperman (R)   | Parnelli-Offenhauser  | 85    | accident          |
| 22 | Steve Krisiloff    | Eagle-Offenhauser     | 72    | embrayage         |
| 23 | Jimmy Caruthers    | Eagle-Offenhauser     | 64    | boite de vitesses |
| 24 | Larry Cannon (R)   | Eagle-Offenhauser     | 49    | différentiel      |
| 25 | Jim Hurtubise      | Eagle-Offenhauser     | 31    | moteur            |
| 26 | Johnny Parsons (R) | Finley-Offenhauser    | 18    | turbo             |
| 27 | Rick Muther        | Coyote-Foyt           | 11    | moteur            |
| 28 | George Snider      | Atlanta-Foyt          | 7     | moteur            |
| 29 | Mike Mosley        | Eagle-Offenhauser     | 6     | moteur            |
| 30 | Wally Dallenbach   | Eagle-Offenhauser     | 3     | moteur            |
| 31 | Mario Andretti     | Eagle-Offenhauser     | 2     | moteur            |
| 32 | Gary Bettenhausen  | McLaren-Offenhauser   | 2     | moteur            |
| 33 | Dick Simon         | Eagle-Foyt            | 1     | moteur            |

Un (R) indique que le pilote était éligible au trophée du "Rookie of the Year" (meilleur débutant de l'année), attribué à Pancho Carter.

## Sources
- (en) Résultats complets sur le site officiel de l'Indy 500